# Přeběhlík (Star Trek: Nová generace)
Přeběhlík (v anglickém originále The Defector) je v pořadí desátá epizoda třetí sezóny seriálu Star Trek: Nová generace. Romulanský přeběhlík požaduje azyl na palubě Enterprise a předává důležité informace o možné romulanské invazi.

## Příběh
USS Enterprise D objeví během hlídkování v neutrální zóně neoznačenou romulanskou loď letící směrem k prostoru Federace, kterou pronásleduje romulanský válečný pták. Enterprise pronásledovanou loď zadrží, načež se válečná loď otočí a vrátí do romulanského prostoru. Cestující ze zadržené lodi o sobě tvrdí, že je podporučík Setal, bezvýznamný logistický úředník, který se rozhodl přeběhnout k Federaci poté, co se dozvěděl o tajné romulanské základně v neutrální zóně na planetě Nelvana III, kde by se mohla nacházet velká romulanská flotila. Když Setal odmítne podat jakýkoliv důkaz, kapitán Picard a jeho posádka zůstávají k jeho tvrzením skeptičtí. Navíc obdrží informaci, že Romulané očekávají Setalův návrat. Když Setalova loď exploduje z důvodu nastavené autodestrukce, posádka Enterprise přehodnotí okolnosti jeho příletu. Picard odmítne vstoupit do neutrální zóny na základě nepodložených tvrzení.
Setal svěří Datovi, že ho jeho zběhnutí stálo vysokou cenu, protože už nikdy neuvidí Romulus ani svou rodinu. Dat se mu pokusí pozvednout náladu tím, že jej vezme do simulátoru a tam mu Romulus ukáže. Setal ale v simulátoru dlouho nesetrvá a prozradí, že je ve skutečnosti admirál Jarok, který vedl vítěznou kampaň proti několika základnám Federace poblíž neutrální zóny. Poté znovu žádá Picarda, aby prozkoumal situaci u Nelvany III, ale ten odmítne a požaduje, aby Jarok řekl vše, co ví. Jarok se tedy nakonec uvolí a předá kapitánovi detailní taktické informace. Enterprise poté vstoupí do neutrální zóny.
Když ke zmíněné planetě dorazí, zjistí, že planeta je naprosto opuštěná. Jarok je překvapen. Enterprise je záhy obklopena dvěma válečnými ptáky. Picard si uvědomí, že Jarok byl použit jako návnada Romulanů, aby dezinformoval a nalákal Federaci do neutrální zóny. Kapitán však preventivně požádal o pomoc tři klingonské válečné lodě, které se na Worfův signál demaskovaly a obklíčily ty romulanské. Následkem toho může Enterprise opustit neutrální zónu bez následků. Jarok je poté nalezen mrtvý – spáchal sebevraždu.

## Zajímavosti
- Kromě obvyklé role kapitána Picarda hrál na začátku této epizody Patrick Stewart také holografické ztvárnění Michaela Williamse z historické hry od Williama Shakespeara s názvem Jindřich V. (4. dějství, 1. scéna). Stewart to požadoval vzhledem ke svému zalíbení v Shakespearově tvorbě a jako člen Royal Shakespeare Company.
- Toto je druhá epizoda, kterou napsal Ronald D. Moore, čímž si zajistil svou pozici v týmu scenáristů. Později napsal mnoho scénářů ze světa Star Treku, od epizod seriálů Star Trek: Nová generace a Star Trek: Stanice Deep Space Nine až po filmy spadající do prostředí Nové generace: Star Trek: Generace a Star Trek: První kontakt.